# Kostel Nanebevzetí Panny Marie (Bohutice)
Kostel Nanebevzetí Panny Marie je římskokatolický chrám v Bohuticích v okrese Znojmo. Byl postaven v 60. letech 19. století v pseudorománském slohu. Je chráněn jako kulturní památka České republiky.

## Historie

### Vznik
Farní kostel stál v Bohuticích už v polovině 13. století. V roce 1615 postavil Vilém Kusý pro své nekatolické poddané za vsí kostel Všem Andělům, který byl po zrušení Jezuitského řádu v roce 1773 odsvěcen a později zbořen. Po smrti svých dvou dětí v letech 1834 a 1846 se majitel statku Josef Seydel rozhodl zřídili farní nadaci, která měla 16 300 rakouských zlatých. Základní finanční potřeba fary, kostela a kaple byla tak kryta z úroků této nadace.
Josef Seydel se od roku 1864 začal zabývat stavbou kostela, věnoval kostelu stavební místo a financoval i jeho stavbu. Dne 15. 1. 1867 byla rozhodnutím biskupské konzistoře v Brně zřízena samostatná farnost v Bohuticích. Farní budova a farní zahrada byly též darem rodiny Seydelovy. Jedenáctého května téhož roku byl slavnostně položen základní kámen kostela. Této události se účastnil mimo jiných také moravský národní buditel a sběratel národních písní, bývalý olbramovický kaplan prof. František Sušil. Květnové slavnosti se nezúčastnili patroni kostela Seydelovi, protože Aloisie Seydelová byla tehdy vážně nemocná. Oba se zúčastnili slavnostní mše a průvodu k již položeným základům 4. října toho roku.
Prvním architektem kostela byl mikulovský inženýr Antonín Tater, který musel být vystřídán, kvůli odvolání Tatera do Moravské Třebové, stavitelem Floriánem Zedníkem. Stavbu kostela sice financoval Josef Seydel sám, ale občané Bohutic přispívali finančními dary a svojí prací na výstavbě kostela. Stavba se však prodražovala kvůli úbytku pracovních sil, které odváděla stavba železniční tratě, na ní si totiž mohli vydělat více. Dále se ještě vyskytly závady na střeše, kvůli kterým se Seydel dlouhou dobu soudil se stavitelem Floriánem Zedníkem, což také přispělo ke zvýšení stavebních nákladů. Osmého srpna 1869 v den Nanebevzetí Panny Marie byl na vrchol kostelní věže upevněn kříž a během podzimu byla stavba dokončena. Ve svátek svaté Kateřiny Alexandrijské (25. listopadu) byly přivezeny čtyři posvěcené zvony z brněnského Petrova.

### Spory s úřady
Ještě před vysvěcením kostela nechal jeho patron Josef Seydel v kostele pochovat tělo své zesnulé manželky, která zemřela dva roky předtím. Bez povolení úřadů ji nechal exhumovat a převézt z hrobky ve hřbitovní kapli. Kvůli tomu bylo využívání kostela a jeho vysvěcení úředně zakázáno. Tento spor mezi úřady a Josefem Seydelem nakonec urovnal brněnský biskup Karel Nöttig, který přijel do Bohutic 7. 9. 1873. Den poté posvětil kříž před kostelem a slavnostně předal klíč od Josefa Seydla faráři P. Rudolfu Scholzovi. Poté bych kostel vysvěcen a sloužila se pontifikální mše svatá.
Budova kostela se stala vedle zámku hlavní dominantou obce. Farníci již nemuseli jezdit na mše svaté do Olbramovic a obnovila se i poutní činnost, která měla zde svoji tradici od 17. století.

### 20. a 21. století
Farář p. Karel Bezstarosti nechal opravit vnitřní malby kostela v roce 1906, u příležitosti očekávané návštěvy biskupa. Za tři roky se na tuto opravu sebralo 3000 rakouských korun, které nakonec nestačily kvůli zakoupení obrazů křížové cesty.
V roce 1928 byla v Bohuticích při příležitosti 70. výročí lurdských zjevení postavena lurdská jeskyně jako součást rozsáhlého poutního areálu s bohutickou křížovou cestou. Ve třicátých letech probíhaly v kostele Nanebevzetí Panny Marie a přilehlém areálu poutě za účasti tisíců poutníků. Socha Panny Marie v lurdské jeskyni byla vytvořena v Lyonu, oltář je udělán z kararského mramoru.
V roce 1971 byly v kostele zjištěny statické poruchy. Až v roce 1984 se začalo s generální opravou, byla zajištěna statika kostela, opraveno zdivo stropů a nově omítnut kostel zvenku. Byla opravena krytina střechy, osazeny nové rýny a okapy, oplechovány ozdobné pilíře a okna, zhotoveny nové drátěné sítě před okna, nahrazen prorezivělý plech věže, zainjektovány a zaomítány trhliny, nakonec byl kostel nově zvenku natřen.
V letech 2009 až 2011 byl kostel znovu renovován, byla zrekonstruována kostelní věž, vyměněna okna, udělána nová vnější fasáda a znovu vymalován vnitřek kostela.

## Interiér
Boční oltář pochází ze 3. čtvrtiny 18. století, s pozdně gotickou sochou světice bez atributů z doby kolem roku 1480.
Jde o farní kostel farnosti Bohutice.